# Koboko
Koboko  este un oraș  în  Uganda. Este reședinta  districtului Koboko.